# Ӳ
Ӳ, ӳ (У с двойным акутом) — буква расширенной кириллицы, 25-я буква современного чувашского алфавита, созданного на основе русского. Обозначает звук [y]. Так же используется у кряшенов в алфавите Ильминского.

## История
Буква впервые была использована Н. И. Золотницким при издании в 1867 году на чувашском языке букваря «Чуваш кнеге» и календаря «Сöлдалык кнеге». Поэтому её часто называют буквой Золотницкого. И. Я. Яковлев сохранил эту букву при создании в 1873 г. новой версии чувашского алфавита на основе русского, использовавшейся вплоть до 1938 года. Была сохранена и в современной версии чувашского алфавита, созданной в 1938 г. на основе яковлевского.